# WWF North American Championship
Il WWF North American Championship è stato un titolo di wrestling di proprietà della World Wrestling Federation, attivotra il 1979 al 1981. Il titolo veniva difeso anche nella giapponese New Japan Pro-Wrestling.

## Albo d'oro
| Wrestler        | Data             | Luogo                   |
| --------------- | ---------------- | ----------------------- |
| Ted DiBiase     | 13 febbraio 1979 | Allentown, Pennsylvania |
| Pat Patterson   | 19 giugno 1979   | Allentown, Pennsylvania |
| Seiji Sakaguchi | 8 novembre 1979  | Otaru                   |
| Titolo ritirato | 20 marzo 1981    |                         |